# Komlóssy Ferenc (festő)
Komlóssy Ferenc Xavér Károly (Temesvár, 1817. december 17. – Bécs, 1892. július 14.) festőművész.

## Életpályája
Szülei: Komlóssy Ferenc (1780–1875) és Steiner Zsuzsanna (1789–1873) voltak. Temesváron tanulta a festészetet. 1839-ben felvették a Waldmüller bécsi iparművészeti akadémiára. 1845-ben Pestre költötött. 1846-ban hazalátogatott Törökkanizsára. Az 1848–49-es forradalom és szabadságharc alatt a szerbek megtámadták, mindenéből kifosztották. Az 1850-es években Pesten szerette volna festészetre tanítani növendékeit, de eltávolították az iskolából, majd amikor új iskolát szervezett, azt is bezáratta az Akadémia. 1854-ben visszatért szülőföldjére. 1861-ben Temesváron magániskolát vezetett. A festészetből azonban itt sem tudott megélni. 1865-ben Bécsben telepedett le. 1868-ban belépett a képzőművészeti Társulatba. 1887-ben Benczúr Gyula iskolájának a tagja volt. 1889-től súlyos idegi bántalmak gyötörték.
Eleinte szentkép- és portréfestésből élt. Különösen tájkép- és virágfestő volt.

## Családja
1847. június 2-án Geiersbergben feleségül vette Bossifet de Moricourt Johannát (1818–1909). Nyolc gyermekük született: Izabella (1848–1890), Komlóssy Irma (1850–1919) virágfestő; Franciska Xavéria (1853–1923) operaénekes, Károly Elemér (1854–1933), Ferenc Xavér (1857–1912) festőművész, Emil (1859–1932), Komlóssy Ede (1862–1942) festőművész és Komlóssy Júlia (1860–1932) zongoraművész.

## Festményei
- Cigányfalu Olaszországban (1847)
- Thüringi erdőrészlet
- Tengeri táj
- Vízesés
- Tivoli vízesés szerelmesekkel
- "Rózsa album" (1868)
- Játszó gyermekei (1887)